# Éric Schwab
Éric Fernand Georges Schwab (5. September 1910 in Hamburg (nach anderen Angaben in Frankreich) – 1977 in Frankreich) war ein französischer Fotograf, Fotojournalist und Kriegsberichterstatter, der ab 1944 für die Agence France-Presse (AFP) und ab den 1950er Jahren für UN-Organisationen arbeitete.
Im April und Mai 1945 dokumentierte er die Gräuel in den Konzentrationslagern in Deutschland und den besetzten Gebieten in Polen und schuf damit wichtiges Material zur Aufarbeitung des industrialisierten Massenmords im Nationalsozialismus und zur Entnazifizierung.

## Leben
Es bestehen unterschiedliche Angaben über den Geburtsort: in der Regel wird Hamburg angegeben, die WHO nennt demgegenüber Frankreich. Er war der Sohn eines Franzosen und einer Deutschen, die während des NS-Regimes wegen ihrer jüdischen Herkunft verfolgt und deportiert wurde. Er soll in den 1930er Jahren nach Paris gekommen sein und hat dort als Fotograf und Reporter gearbeitet. Im Jahr 1939 wurde er zum Wehrdienst eingezogen und von den Deutschen nach der Schlacht von Dünkirchen im Juni 1940 interniert. Es gelang ihm nach einigen Wochen zu entkommen und nach Paris zurückzukehren, wo er seine Arbeit als Fotograf wieder aufnahm. Die antijüdischen Gesetze gefährdeten ihn jedoch, weshalb er sich verstecken musste. Seine Mutter wurde 1943 ins Ghetto Theresienstadt deportiert.

### Ende des Zweiten Weltkriegs
Schwab zählte zu den ersten Fotografen, die im Jahr 1944 von der Agence France-Presse verpflichtet wurden. Gemeinsam mit dem amerikanischen Journalisten und Schriftsteller Meyer Levin reiste er mit einem Jeep namens Spirit of Alpena „in die Finsternis“, so Agence France-Presse. Die beiden dokumentierten die nationalsozialistischen Verbrechen in den Konzentrationslagern Buchenwald, Leipzig-Thekla und Dachau, bis Schwab im Ghetto Theresienstadt seine ermordet geglaubte Mutter wiederfand. Die Fotografien Schwabs sind von bestechender Klarheit und Einfachheit, wie das Bildnis eines Sterbenden, der wenige Minuten nach der Aufnahme im KZ Buchenwald tatsächlich an den Folgen der Ruhr verstarb. Ende April 1945 erstellte Schwab eine Dokumentation über den Todeszug aus Buchenwald, anschließend eine Reportage über Norwegen.

### New York
Im Jahr 1946 übersiedelte Schwab mit seiner Mutter nach New York, wo er weiterhin für AFP arbeitete, sich jedoch heiteren unbeschwerten Themen widmete. Er beobachtete und fotografierte das Treiben am Broadway, Schwimmer vor Coney Island oder die Jazzclubs von Harlem. Aus dem Jahr 1950 sind in den Archiven der AFP Aufnahmen von Nat King Cole erhalten, die im Apollo Theater in Harlem entstanden.

### Im Dienst von UN-Organisationen
Anfang der 1950er Jahre verließ Schab die AFP und erstellte in der Folge Reportagen für eine Reihe von UN-Organisationen, unter anderem für die WHO über die Philippinen (1959) und Äthiopien (1961). 1977 starb er im Alter 67 Jahren – ohne einen Bericht über seine Reise durch die soeben befreiten Konzentrationslager oder das Finden seiner Mutter im Ghetto hinterlassen zu haben.

## Rezeption
Fotografien von Éric Schwab wurden von zahlreichen Medien abgedruckt, oft ohne Hinweis auf seine Autorenschaft, da die Rechte bei der AFP lagen. Bekannt ist, dass die deutsche Zeitschrift Stern einige seiner Bilder veröffentlichte. Die Arbeiten von Schwab wurden auch in Ausstellungen gezeigt, darunter die Schau Photographies des camps de concentration, die 2005 vom Musée national de la Résistance in Luxemburg organisiert wurde. Eine seiner Fotografien, die Aufnahme einer Flüchtlingsfamilie aus dem Punjab, war 1955 in der Schau The Family of Man, zusammengestellt von Edward Steichen, am Museum of Modern Art in New York zu sehen. Diese Ausstellung ging als Wanderausstellung rund um die Welt, wurde von mehr als 10 Millionen Besuchern gesehen und ist seit 2013 als Dauerausstellung im luxemburgischen Clerf etabliert.

## Fotografien
Vorerst liegt nur ein gemeinfreies Bild von Éric Schwab vor:

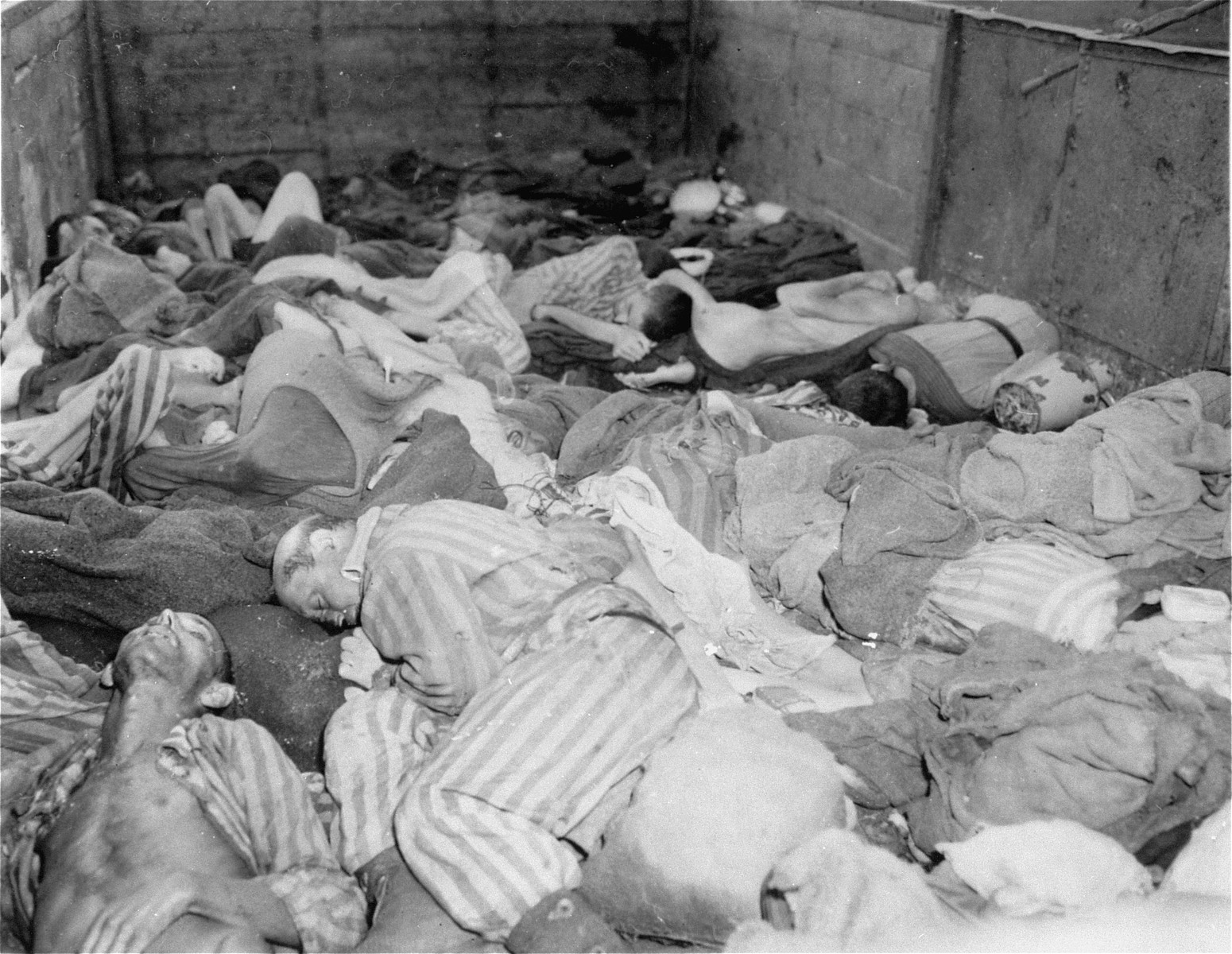
Leichen im Todeszug Dachau 1945